# Philo Farnsworth
Philo Taylor Farnsworth (Indiana Springs, perto de Beaver, Utah, EUA, 19 de agosto de 1906 — Salt Lake City, Utah, EUA, 11 de março de 1971) foi um inventor estadunidense e um dos pioneiros da televisão. Ele fez várias contribuições que foram cruciais para o desenvolvimento de todas as televisões eletrônicas.
Em 1927, Farnsworth descobriu um sistema dissecador de imagens por raios catódicos e conseguiu demonstrar a primeira transmissão eletrônica de televisão do mundo. Ele é um dos personagens da vida real na biografia semi-ficcional "Carter Vence o Diabo" sobre o mágico Charles Carter nos anos 20. O livro narra uma versão da primeira demonstração pública da televisão.
Segundo os filhos, quando Philo Farnsworth viu a evolução dos programas de televisão de programas educacionais para programas somente de entretenimento, ele ficou decepcionado.
Em uma entrevista de 1996, filmada pela Academia de Artes & Ciências Televisivas, Elma Farnsworth reconta sobre a mudança de coração de Philo sobre o valor de televisão, depois de ver como mostrou homens andando na lua, em tempo real, para milhões de telespectadores:
Entrevistador: "O dissecador de imagens foi usado para enviar vídeo da lua para a terra."
Elma Farnsworth: "Certo."
Entrevistador: "O que Philo achou disso?"
Elma Farnsworth: "Estávamos olhando, e, quando Neil Armstrong aterrizou na lua, Phil me olhou e disse, 'Bem, isto fez tudo valer a pena.' Antes disso, ele não tinha certeza [que televisão tinha valor]."
Philo Farnsworth era mórmon, membro ativo de A Igreja de Jesus Cristo dos Santos dos Últimos Dias, e portador do Sacerdócio de Melquisedeque.

## Patentes
- U.S. Patent 1,773,980: Television system (filed 7 January 1927, issued 26 August 1930)
- Patente E.U.A. 1 773 981: Television receiving system (filed 7 January 1927, issued 26 August 1930)
- Patente E.U.A. 1 758 359: Electric oscillator system (filed 7 January 1927, issued May 13, 1930)
- Patente E.U.A. 1 806 935: Light valve (filed 7 January 1927, issued 26 May 1931)
- Patente E.U.A. 2 168 768: Television method (filed 9 January 1928, issued 8 August 1939)
- Patente E.U.A. 1 970 036: Photoelectric apparatus (filed 9 January 1928, issued 14 August 1934)
- Patente E.U.A. 2 246 625: Television scanning and synchronization system (filed May 5, 1930, issued June 24, 1941)
- Patente E.U.A. 1 941 344: Dissector target (filed 7 July 1930, issued 26 December 1933)
- Patente E.U.A. 2 140 284: Projecting oscillight (filed 14 July 1931, issued 13 December 1938)
- Patente E.U.A. 2 059 683: Scanning oscillator (filed 3 April 1933, issued 3 November 1936)
- Patente E.U.A. 2 087 683: Image dissector (filed 26 April 1933, issued 20 July 1937)
- Patente E.U.A. 2 071 516: Oscillation generator (filed 5 July 1934, issued 23 February 1937)
- Patente E.U.A. 2 143 145: Projection means (filed 6 November 1934, issued 10 January 1939)
- Patente E.U.A. 2 233 887: Image projector (filed 6 February 1935, issued 4 March 1941)
- Patente E.U.A. 2 143 262: Means of electron multipaction (filed 12 March 1935, issued 10 January 1939)
- Patente E.U.A. 2 174 488: Oscillator (filed 12 March 1935, issued 26 September 1939)
- Patente E.U.A. 2 221 473: Amplifier (filed 12 March 1935, issued 12 November 1940)
- Patente E.U.A. 2 155 478: Means for producing incandescent images (filed 7 May 1935, issued 25 April 1939)
- Patente E.U.A. 2 140 695: Charge storage dissector (filed 6 July 1935, issued 20 December 1938)
- Patente E.U.A. 2 228 388: Cathode ray amplifier (filed 6 July 1935, issued 14 January 1941)
- Patente E.U.A. 2 233 888: Charge storage amplifier (filed 6 July 1935, issued 4 March 1941)
- Patente E.U.A. 2 251 124: Cathode ray amplifying tube (filed 10 August 1935, issued 29 July 1941)
- Patente E.U.A. 2 100 842: Charge storage tube (filed 14 September 1935, issued 30 November 1937)
- Patente E.U.A. 2 137 528: Multipactor oscillator (filed 27 January 1936, issued 22 November 1938)
- Patente E.U.A. 2 214 077: Scanning current generator (filed 10 February 1936, issued 10 September 1940)
- U.S. Patent 2,089,054: Incandescent light source (filed 9 March 1936, issued 3 August 1937)
- Patente E.U.A. 2 159 521: Absorption oscillator (filed 9 March 1936, issued 23 May 1939)
- Patente E.U.A. 2 139 813: Secondary emission electrode (filed 24 March 1936, issued 13 December 1938)
- Patente E.U.A. 2 204 479: Means and method for producing electronic multiplication (filed 16 May 1936, issued 11 June 1940)
- Patente E.U.A. 2 140 832: Means and method of controlling electron multipliers (filed 16 May 1936, issued 20 December 1938)
- Patente E.U.A. 2 260 613: Electron multiplier (filed 18 May 1936, issued 28 October 1941)
- U.S. Patent 2,141,837: Multistage multipactor (filed 1 June 1936, issued 27 December 1938)
- Patente E.U.A. 2 216 265: Image dissector (filed 18 August 1936, issued 1 October 1940)
- Patente E.U.A. 2 128 580: Means and method of operating electron multipliers (filed 18 August 1936, issued 30 August 1938)
- Patente E.U.A. 2 143 146: Repeater (filed 31 October 1936, issued 10 January 1939)
- Patente E.U.A. 2 139 814: Cathode ray tube (filed 2 November 1936, issued 13 December 1938)
- Patente E.U.A. 2 109 289: High power projection oscillograph (filed 2 November 1936, issued 22 February 1938)
- Patente E.U.A. 2 184 910: Cold cathode electron discharge tube (filed 4 November 1936, issued 26 December 1939)
- Patente E.U.A. 2 179 996: Electron multiplier (filed 9 November 1936, issued 14 November 1939)
- Patente E.U.A. 2 221 374: X-ray projection device
- Patente E.U.A. 2 263 032: Cold cathode electron discharge tube
- Patente E.U.A. 3 258 402: Electric discharge device for producing interaction between nuclei
- Patente E.U.A. 3 386 883: Method and apparatus for producing nuclear fusion reactions
- Patente E.U.A. 3 664 920: Electrostatic containment in fusion reactors